# 塞爾斯山

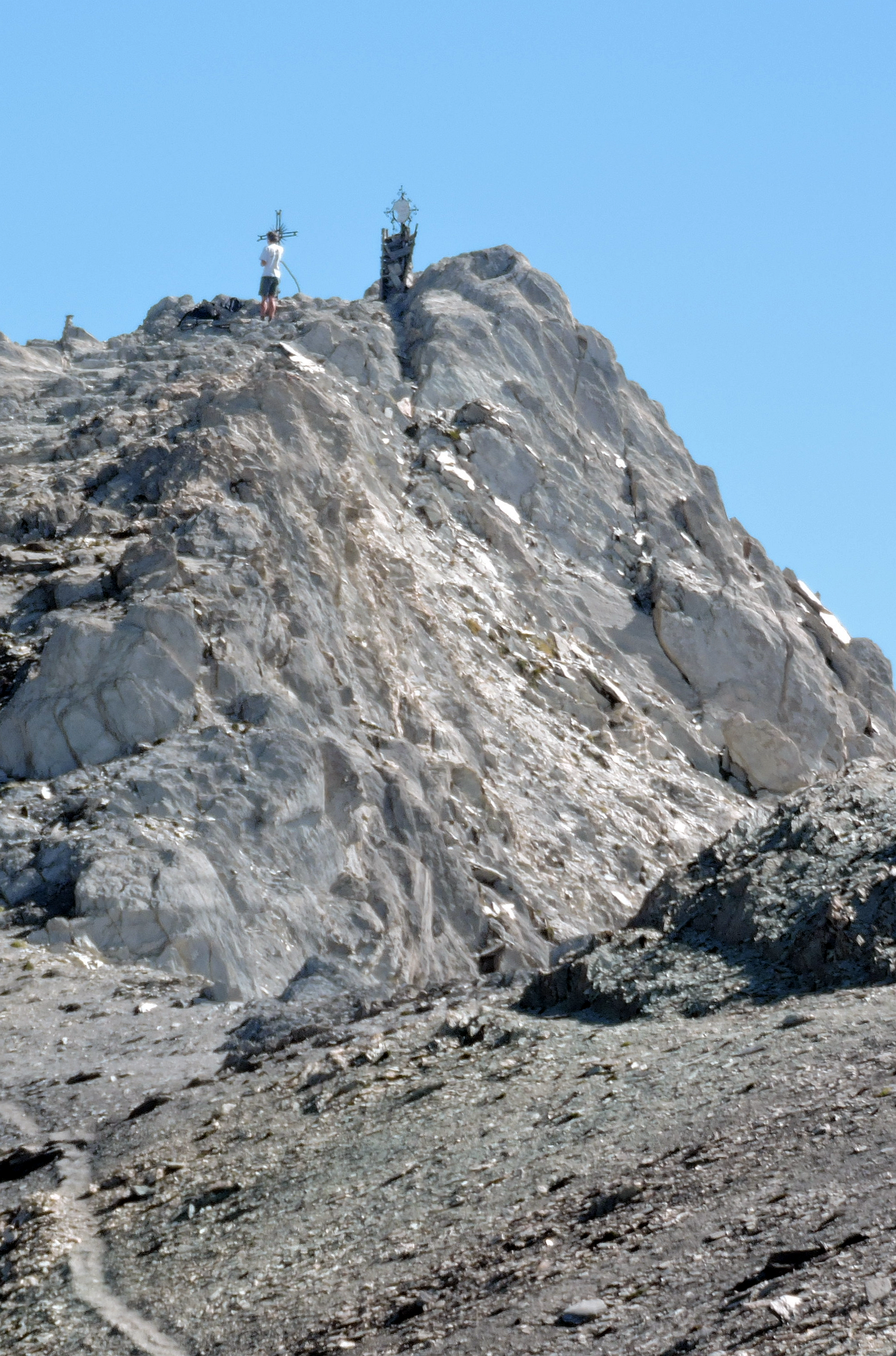

45°6′N 6°32′E / 45.100°N 6.533°E
塞爾斯山（法語：Massif des Cerces），是西歐的山脈，位於法國和意大利接壤的邊境，橫跨皮埃蒙特大區和羅納-阿爾卑斯，屬於西阿爾卑斯山脈的一部分，最高點是海拔高度3,229米的大加利比爾山。